# Aulogastromyia
Aulogastromyia är ett släkte av tvåvingar. Aulogastromyia ingår i familjen lövflugor.
Kladogram enligt Catalogue of Life och Dyntaxa:
| Aulogastromyia | \| \| Aulogastromyia anisodactyla \| \| \| \| \| \| Aulogastromyia rohdendorfi \| \| \| \| |
|                | \| \| Aulogastromyia anisodactyla \| \| \| \| \| \| Aulogastromyia rohdendorfi \| \| \| \| |
|                | Aulogastromyia anisodactyla                                                                |
|                |                                                                                            |
|                | Aulogastromyia rohdendorfi                                                                 |
|                |                                                                                            |